# Alto el fuego

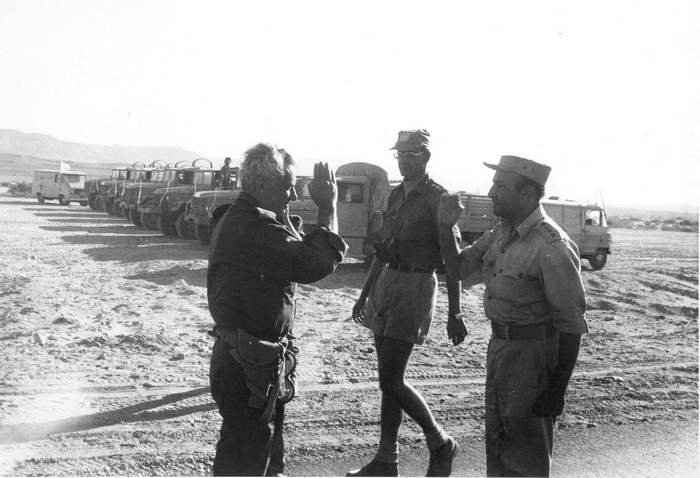
Alto el fuego entre los ejércitos egipcio e israelí durante la guerra de Yom Kipur (1973).

El alto el fuego –habitual en España– o alto al fuego –habitual en Hispanoamérica–, también conocido como cese del fuego o cese al fuego, es una interrupción, en principio temporal, de una guerra o de cualquier conflicto armado, en la que los bandos enfrentados acuerdan, mutua o unilateralmente, el cese de las hostilidades. Históricamente, el concepto existía al menos en la época de la Edad Media, cuando se conocía como «tregua de Dios». El alto el fuego puede declararse como un gesto humanitario, ser preliminares, es decir, previo a un acuerdo político, o definitivo, es decir con la intención de resolver un conflicto. Los ceses del fuego pueden declararse como parte de un tratado formal, pero también se han convocado como parte de un entendimiento informal entre fuerzas opuestas.
Los ceses de fuego pueden ser entre actores estatales o implicar entes no estatales. Pueden ser formales (normalmente por escrito), o informales; sus condiciones pueden ser públicas o secretas. Los ceses del fuego pueden producirse a través de la mediación o de otro modo como parte de un proceso de paz o ser impuestos por resoluciones del Consejo de Seguridad de las Naciones Unidas a través del Capítulo VII de la Carta de las Naciones Unidas.
Un alto el fuego suele ser más limitado que un armisticio más amplio, que es un acuerdo formal para poner fin a los combates. Las partes pueden abusar del alto el fuego como tapadera para rearmar o reposicionar las fuerzas, y suelen fracasar, momento en el que se habla de «alto el fuego fallido»; sin embargo, a los ceses del fuego exitosos pueden seguirles armisticios y luego tratados de paz.
La duración de los acuerdos de alto el fuego se ve afectada por varios factores, como las zonas desmilitarizadas, la retirada de las tropas y las garantías y supervisión de terceros (por ejemplo, mantenimiento de la paz). Los acuerdos de alto el fuego tienen más probabilidades de ser duraderos cuando reducen los incentivos para atacar, reducen la incertidumbre sobre las intenciones del adversario y cuando se establecen mecanismos para prevenir y controlar que los accidentes se conviertan en conflictos.

## Ejemplos de alto el fuego
El 24 de diciembre de 1914, durante la Primera Guerra Mundial, en la denominada «tregua de Navidad», hubo un alto el fuego transitorio, no oficial, entre alemanes y británicos, sin que hubiera ningún tratado firmado. La guerra se retomó al cabo de unos días.
Un ejemplo más reciente de alto el fuego fue el anunciado entre Israel y la Autoridad Nacional Palestina el 8 de febrero de 2005. En el momento del anuncio, el jefe negociador palestino, Saeb Erekat, definió el alto el fuego de la manera siguiente: "Hemos acordado que, hoy, el presidente Abbás declarará un cese completo de la violencia contra los israelíes en todas partes y que el primer ministro Ariel Sharón declarará un cese completo de la violencia y las actividades militares contra los palestinos en todas partes".
Otro ejemplo más reciente todavía, en este caso de un alto el fuego unilateral, tuvo lugar el 22 de marzo de 2006, en el que la organización terrorista ETA declaraba un alto el fuego permanente en sus hostilidades contra los gobiernos español y francés. Según el comunicado de ETA, "el objetivo de esta decisión es impulsar un proceso democrático en Euskal Herria para construir un nuevo marco en el que sean reconocidos los derechos que como pueblo nos corresponden" de forma que se "supere el conflicto de largos años y que se construya una paz basada en la justicia". Esta tregua terminó con el atentado de la T-4 en la terminal de Barajas (Madrid) el 30 de diciembre de 2006, donde murieron dos personas ecuatorianas, y finalmente con un comunicado de ETA el 5 de junio de 2007. El 5 de septiembre de 2010, ETA "anunció el cese de las acciones armadas ofensivas"; y en enero de 2011, ETA declaró que el alto al fuego es "permanente, general y verificable".
En 2020, con motivo de la pandemia por COVID-19, el papa Francisco pidió un alto el fuego mundial.

### Primera Guerra Mundial
Durante la Primera Guerra Mundial, el 24 de diciembre de 1914, hubo un cese oficial del fuego en el Frente Occidental mientras  Francia, el Reino Unido, y Alemania observaban la Navidad. Hay relatos que afirman que el alto el fuego no oficial tuvo lugar durante toda la semana previa a la Navidad, y que las tropas británicas y alemanas intercambiaron saludos y canciones estacionales entre sus trincheras. El alto el fuego fue breve pero espontáneo. Comenzó cuando los soldados alemanes encendieron árboles de Navidad, y se extendió rápidamente por todo el Frente Occidental. Un relato describió el desarrollo con las siguientes palabras:
Fue bueno ver que el espíritu humano prevaleció entre todos los bandos del frente, el compartir y la fraternidad. Todo iba bien hasta que los altos mandos se enteraron del efecto del alto el fuego, por lo que su ira aseguró la vuelta a las hostilidades.
No se firmó ningún tratado de paz durante la tregua de Navidad, y la guerra se reanudó a los pocos días.

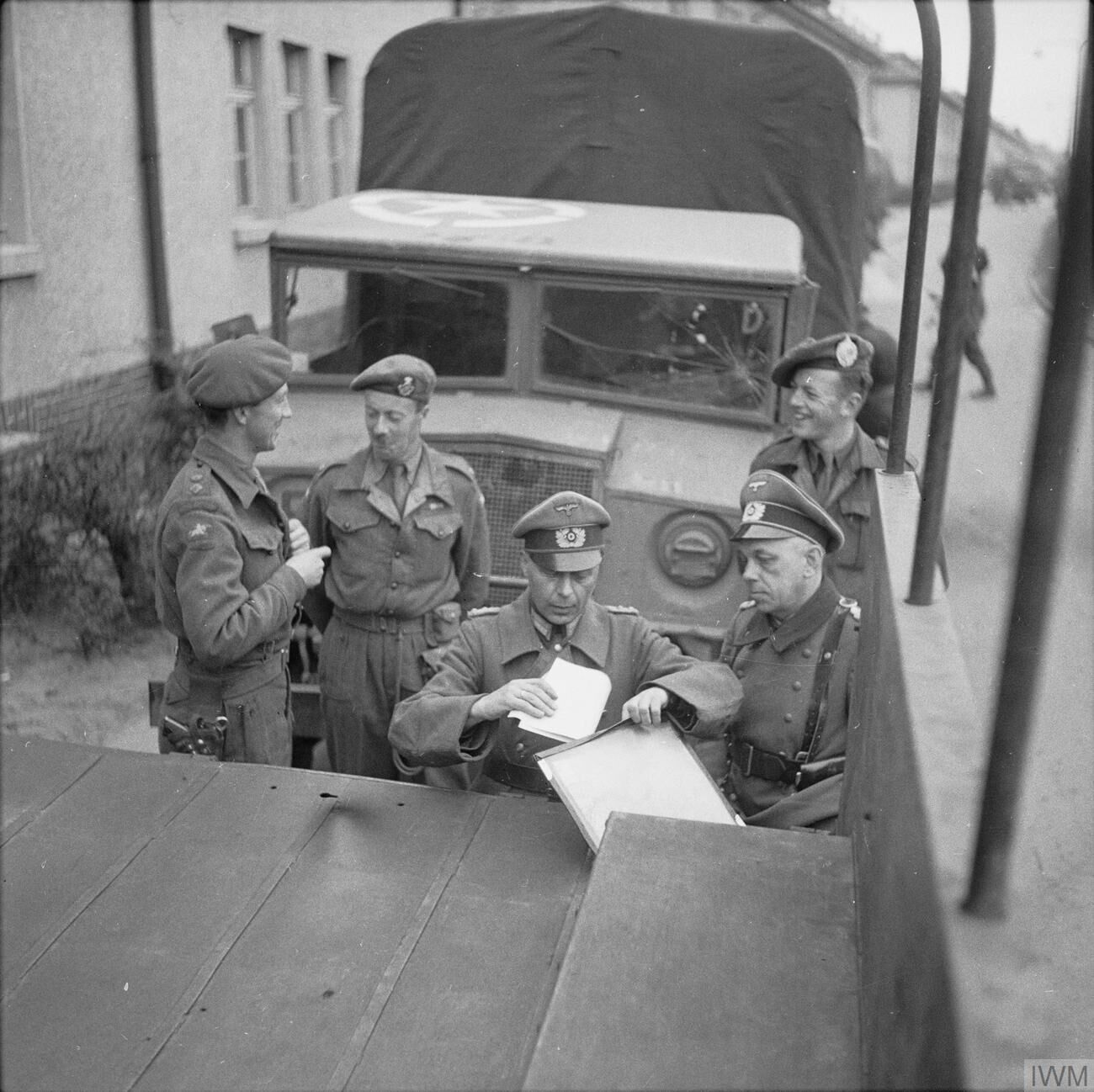
Oficiales británicos y alemanes tras acordar la entrega alemana del campo de concentración de Bergen-Belsen y sus alrededores, negociada durante una tregua temporal, abril de 1945.

### Acuerdo de Karachi
El Acuerdo de Karachi de 1949 fue firmado por los representantes militares de la India y Pakistán, supervisados por la Comisión de las Naciones Unidas para la India y Pakistán, estableciendo una línea de alto el fuego en Cachemira tras la guerra indo-paquistaní de 1947.

### Guerra de Corea
El 29 de noviembre de 1952, el presidente electo, Dwight D. Eisenhower, fue a Corea para ver cómo terminar la guerra de Corea. Con la aceptación por parte de la ONU de la propuesta de armisticio de la India, el alto el fuego del Ejército Popular de Corea (KPA), el Ejército de Voluntarios del Pueblo (PVA), y el Comando de la ONU tenía la línea de batalla aproximadamente en el paralelo 38 norte. Estas partes firmaron el Acuerdo de Armisticio de Corea el 27 de julio de 1953, para poner fin a los combates. El presidente surcoreano Syngman Rhee atacó el proceso de paz y no firmó el armisticio. Tras aceptar el acuerdo de alto el fuego, que pedía a los gobiernos de Corea del Sur, Corea del Norte, China y Estados Unidos que participaran en conversaciones de paz continuadas. Las principales partes beligerantes establecieron la Zona Desmilitarizada de Corea (DMZ), que desde entonces ha sido patrullada por el KPA y el Ejército de la República de Corea conjunto, Estados Unidos y el Comando de la ONU. Se considera que la guerra terminó en ese momento, aunque todavía no existe un tratado de paz.

### Guerra de Vietnam
El día de Año Nuevo de 1968, el Papa Pablo VI convenció a Vietnam del Sur y a los Estados Unidos de declarar una tregua de 24 horas. Sin embargo, el Viet Cong y Vietnam del Norte no se adhirieron a la tregua, y tendieron una emboscada al 2º Batallón, División de Marines de la República de Vietnam, 10 minutos después de la medianoche en Mỹ Tho. El Viet Cong también atacaría una base de apoyo de fuego del Ejército de los Estados Unidos cerca de Saigón, causando más bajas.
El 15 de enero de 1973, el presidente estadounidense Richard Nixon ordenó el cese de los bombardeos aéreos en Vietnam del Norte. La decisión se tomó después de que Henry Kissinger, el Consejero de Seguridad Nacional del Presidente, regresara a Washington D. C., desde París, Francia, con un proyecto de propuesta de paz. Las misiones de combate continuaron en Vietnam del Sur. Para el 27 de enero de 1973, todas las partes de la guerra de Vietnam firmaron un alto el fuego como preludio del Acuerdo de Paz de París.

### Guerra del Golfo
Después de que Irak fuera expulsado de Kuwait por las fuerzas de la coalición encabezada por Estados Unidos durante la operación Tormenta del Desierto, Irak y el Consejo de Seguridad de la ONU firmaron un acuerdo de alto el fuego el 3 de marzo de 1991. Posteriormente, a lo largo de la década de 1990, el Consejo de Seguridad de la ONU aprobó numerosas resoluciones en las que se pedía a Irak el desarme incondicional e inmediato de sus armas de destrucción masiva. Como no se firmó ningún tratado de paz después de la guerra del Golfo, la guerra siguió vigente, incluyendo un supuesto intento de asesinato del expresidente estadounidense George H. W. Bush por parte de agentes iraquíes durante una visita a Kuwait; Bombardeo de Irak en junio de 1993 como respuesta, Fuerzas iraquíes disparando contra aviones de la coalición que patrullaban las zonas de exclusión aérea iraquíes, el bombardeo de Bagdad por parte del presidente estadounidense Bill Clinton en 1998 durante la operación Zorro del Desierto, y un bombardeo anterior de Estados Unidos en 1996 durante operación Huelga del Desierto. La guerra se mantuvo hasta 2003, cuando las fuerzas estadounidenses y británicas invadieron Irak y derrocaron el régimen de Saddam Hussein.

### Conflicto de Cachemira
El 1 de enero de 1949, la India y Pakistán acordaron un alto el fuego mediado por la ONU, que puso fin a la guerra indo-pakistaní de 1947 (también llamada guerra de Cachemira de 1947). En octubre de 1947 estallaron los combates entre los dos países recién independizados en Cachemira, con la intervención de la India en favor del gobernante principesco de Cachemira, que se había unido a la India, y el apoyo de Pakistán a los rebeldes. Los combates se limitaron a Cachemira, pero, ante el temor de que se convirtiera en una guerra internacional a gran escala, la India remitió el asunto al Consejo de Seguridad de la ONU en virtud del artículo 35 de la Carta de las Naciones Unidas, que aborda las situaciones "que puedan poner en peligro el mantenimiento de la paz internacional". El Consejo de Seguridad creó la Comisión de las Naciones Unidas para la India y Pakistán, que medió durante todo un año mientras continuaban los combates. Tras varias resoluciones de la ONU en las que se esbozaba un procedimiento para resolver la disputa mediante un plebiscito, a finales de diciembre de 1948 se alcanzó un acuerdo de alto el fuego entre los países, que entró en vigor en el año nuevo. El Consejo de Seguridad creó el Grupo de Observadores Militares de las Naciones Unidas para la India y Pakistán (UNMOGIP) para supervisar la línea de alto el fuego. La India declaró un alto el fuego en el valle de Cachemira durante el Ramadán de 2018.